# Prestegårdshagen
Prestegårdshagen is een plaats in de Noorse gemeente Hurdal, fylke Akershus. Prestegårdshagen telt 244 inwoners (2007) en heeft een oppervlakte van 0,2 km².